# Marco Peduceo Plaucio Quintilo
Marco Peduceo Plaucio Quintilo (muerto 205) fue un senador romano, que desarrolló su carrera política a finales del siglo II y comienzos del siglo III, bajo los imperios de marco Aurelio, Cómodo, Pertinax y Septimio Severo.

## Familia
Plaucio nació y se crio en Roma. Era hijo del cónsul Plaucio Quintilo, consul ordinarius en 159, bajo Antonino Pío, y de la noble Ceyonia Fabia, hermana del futuro emperador Lucio Vero. En algún momento, Plaucio fue adoptado como heredero de Marco Peduceo Estloga Priscino, quien fue consul ordinarius en 141. Es conocido en la historia por su nombre adoptivo, y su nombre de nacimiento es desconocido. A través de su padre adoptivo, así como por su padre y madre naturales, puede reclamar descender de las familias senatoriales de mayor abolengo.
Su abuelo paterno podría haber sido el cónsul y posible sacerdote romano Lucio Ticio Epidio Aquilino, y su tío paterno podría haber sido el cónsul Lucio Ticio Plaucio Aquilino. Su tío materno era el emperador romano Lucio Vero, quien cogobernó con Marco Aurelio entre 161 y 169; su tía materna por matrimonio era la emperatriz romana Galeria Lucila y sus abuelos maternos eran Lucio Elio Vero, el primer heredero adoptado del Adriano y la bien conectada noble Avidia Plaucia.
Durante el imperio de Marco Aurelio, Plaucio se casó con Fadila, una hija de las hijas de Marco Aurelio y Faustina la Menor. Fadila dio dos hijos a Plaucio: un niño, Plaucio Quintilo, y una niña, Plaucia Servila.

## Carrera política
En 177, Plaucio sirvió como consul ordinarius, con su cuñado, el futuro emperador Cómodo y luego una segunda vez con Cómodo, en fecha desconocida. Fue también augur. Cuando Marco Aurelio murió en 180, Cómodo sucedió a su padre como emperador, eligiendo a Plaucio como uno de sus consejeros.
Cuando Cómodo fue asesinado en diciembre de 192, Plaucio fue ignorado como potencial sucesor, Pertinax asumió por breve tiempo el trono romano. Tras la muerte de Pertinax en 193, le sucedió brevemente Didio Juliano, con Lucio Septimio Severo como rival. Plaucio estaba en contra de la propuesta de Didio Juliano de ir al encuentro de Septimio Severo como suplicantes. Cuando Didio Juliano fue asesinado, Septimio Severo se convirtió en emperador, y fundó una nueva dinastía. Plaucio se fue a vivir a su casa de campo, continuando con sus deberes de senador. Pero en 205, Septimio Severo ordenó su ejecución, Plaució se suicidó. Se desconoce si su esposa Fadila vivía todavía.